# Миодраг Тасић (лекар)
Др Миодраг Тасић био је истакнути српски лекар, хуманиста, научник радник, професор и рукводиоц здравствених установа на територији Јабланичког округа.

## Општа биографија
Рођен је 31. децембра 1926. године у Скопљу, у сиромашној радничкој породици. После окупације земље долази са родитељима у Лесковац. По завршетку рата 1944. године почиње да ради у државном предузећу на радном месту електроинсталатера. Наставио је прекинуто школовање и 1950. године уписује Медицински факултет у Београду. Запажен као добар студент изабран је за демонстратора из области анатомије у времену од пет година.
По завршетку Медицинског факултета враћа се у Лесковац и запошљава у Општој болници, у којој је обавио лекарски стаж. Постављен је на дужност управника Хигијенског завода у Лесковцу 1959 године. Касније је постављен за директора установе на којој дужности остаје до 31. марта 1970. године. Завод за здравствену заштиту, чији је директор свакодневно организује акције на ширењу здравствене културе у насељима лесковачког краја. Установа стиче велики углед. Она стално кадровски јача, а и материјални успех свакако не изостаје. Захваљујући томе, Завод за задравствену заштиту добија многа призњања Републичких институција, и друштвено-политичких организација општине Лесковац. Стручна и друштвена активност др Тасића није престала ни једног часа. Биран је председника Подружнице Српског лекарског друштва у Лесковцу, председника Савета за здравље Скупштине града и среза. Биран је и за члана Стручног Савета Републичког здравственог центра, члан је Управног одбора СЛД у Београду, у току шест година, председник је Комисије за организацију здравствене службе СР Србије, члан Скупштине социјалног осигурања радника на нивоу Лесковца. Поред напред изнетих функција биран је и за члана Савета Медицинског факултета у Нишу, члана извршног одбора заједнице здравствених установа СР Србије, за одборника Среза Лесковац и Скупштине општине Лесковац. Био је и председник Стручног савета међуопштинског здравственог центра у Лесковцу и преко десет година обављао дужност директора тог центра.
	После успешно спроведене интеграције здравствених установа у Лесковцу формиран је медицински центар "Моша Пијаде". За директора тога центра изабран је др Миодраг Тасић.

## Стручно усавршавање, научни рад и доприноси
Иако је био оптерећен свакодневним великим послом никада није запостављао своје стручно усавршавање. Завршио је две специјализације: Медицину рада и Социјалну медицину са организацијом здравствене службе. Од 1963. године обављао је дужност начелника Медицине рада. Тада се први пут размишља о организовању здравствених амбуланти у оквиру радних организација, а практично и први пут спроводе систематски прегледи радника у радним организацијама, у руднику олова и цинка „Леце" у Лецу.
Упоредо са развојем превентивне службе радило се и на едукацији кадрова из превентивних грана медицине. Активним и упорним радом не само на развоју и усавршавању превентивне службе, указала се потреба за проширивањем и модернизацијом постојећих капацитета и стварање модерног Хигијенског завода са довољно простора у коме би биле смештене све превентивне службе.
Преко сто радова објавио је у стручним публикацијама и часописима из области Социјалне медицине, Медицине рада и Организације здравствене службе. Са својим радовима учествовао је на многобројним стручним манифестацијама, симпозијумима и конгресима у земљи и иностранству. Звање Примаријуса стекао је 1971. године. Изабран је од Савета Медицинског факултета у Нишу за предавача на постдипломским студијама Медицинског факултета у Нишу. Од стране Репубиичког секретаријата за здравље и социјалну политику изабран је за испитивача у Комисији за полагање специјалистичких испита из области Медицне рада.
Са примерним успехом је радио на организовању здравствене службе и јачању здравствене заштите становништва у овом подручју. Непосредни је организатор превентивних здравствених мера становништва. Руководио је и градњом здравствених објеката у Лесковцу, Грделици и Вучју. Дао је крупан допринос у изградњи, довршењу и опремању нове болнице у Лесковцу са 1000 кревета, а исто тако и на реконструкцији старих болничких капацитета, реконструкцији Дечјег и Школског диспанзера. Водио је инвестиције на изградњи и опремању здравствених станица и амбуланти у више места на подручју општине Лесковац, Дома здравља у Лесковцу и Регионалног завода за Медицину рада који су отворени октобра 1982. године. Имао је изузетан допринос на модернизацији у опремању здравстених установа, отварању амбуланти Медицине рада у радним организацијама, на стручном образовању кадрова, увођењу савремених метода у области дијагностике и отварању нових, уско специјализованих медицинских јединица. Коронарне јединице, Центара за хемодијализу, Радиоизотопске лабораторије итд.
Поред изнетих дурштвених функција које је обављао, био је и председник општинске организације Црвеног крста, председник извршног одбора Заједнице здравствених организација СР Србије, члан Републичке комисије за хемодијализу, Републичке комисије за хитну помоћ, члан одбора СИЗ науке СР Србије, председник Председништва Секције за Медицину рада СЛД.

## Награде и признања
За резулатате које је постигао сведочи велики број стручних, друштвених и других признања: Медаља заслуге за народ (1945), Орден залуге за народ са сребрном звездом (1963), Златан знак Савезног одбора Југословенског Црвеног крста (1967), Орден рада са сребрним венцем (1973), Октобарска награда града Лесковца (1977), Орден Републике са сребрним венцем (1982), Повеља СЛД (1982), Повеља са плакетом "Др Драгиша Мишовић" (1984) и друга многобројна признања.